# Turing Award
Der A. M. Turing Award wird von der Association for Computing Machinery (ACM) jährlich an Personen verliehen, die sich besonders um die Entwicklung der Informatik verdient gemacht haben. Er ist nach Alan Mathison Turing benannt und gilt als höchste Auszeichnung in der Informatik, vergleichbar dem Nobelpreis oder der Fields-Medaille.

## Ablauf
Eine Nominierung für den Turing Award kann jede natürliche Person aussprechen, sie muss aber neben einem Lebenslauf des Nominierten auch ein Begründungsschreiben (200 bis 500 Wörter) und mindestens drei substantielle Unterstützerbriefe möglichst prominenter Vertreter des jeweiligen Fachbereichs enthalten. Obwohl Langzeiteinflüsse des Schaffens berücksichtigt werden, sollte der Vorgeschlagene eine hervorzuhebende Einzelleistung vollbracht haben. Die Vorschläge werden in einem Komitee geprüft, dem in der Regel u. a. mehrere vorherige Preisträger angehören.
Verliehen wird der Award auf dem jährlichen ACM Awards Banquet jeweils für das Jahr zuvor. Die Preisträger halten anlässlich ihrer Preisverleihung auf einer beliebigen ACM-Konferenz eine besondere Vorlesung, die Turing Award Lecture, in der sie ihre Sichtweisen und Erfahrungen in zentralen Bereichen der Informatik darlegen.
Der Preis ist seit der Verleihung für 2014 mit einer Million US-Dollar dotiert, die von Google gesponsert werden. Zuvor lag die Dotierung seit 2007 bei 250.000 Dollar mit Intel als Co-Sponsor. Vier Jahre davor war das Preisgeld von 25.000 auf 100.000 Dollar erhöht worden.

## Preisträger
Der erste Preisträger war 1966 Alan J. Perlis, der zuvor Präsident der ACM gewesen war und später den Ausdruck der Turing Tarpit (für eine sehr flexible Programmiersprache, die aber schwierig zu erlernen und in der Praxis anzuwenden ist) prägte. Mit Frances E. Allen erhielt 40 Jahre später erstmals eine Frau die Auszeichnung. 1975 ging der Preis erstmals an mehr als eine Person (Allen Newell und Herbert A. Simon, die sich zusammen mit künstlicher Intelligenz befassten).
Rund zwei Drittel der Awards gingen an US-amerikanische Staatsbürger.
| Jahr | Bild                  | Person                                | Leistung | Einrichtung(en), an denen die Leistung erbracht wurde und/oder auf diese vorbereiteten                                                                                             | Turing Award Lecture |
| ---- | --------------------- | ------------------------------------- | --- | --- | --- |
| 1966 |                       | Alan J. Perlis (1922–1990, )          | Für fortgeschrittene Programmiertechniken und Compilerbau | Carnegie Mellon University | The Synthesis of Algorithmic Systems |
| 1967 | Maurice V. Wilkes     | Maurice V. Wilkes (1913–2010, )       | Für den Bau des EDSAC, des ersten Computers mit intern gespeicherten Programmen, sowie zusammen mit David Wheeler und Stanley Gill die effektive Einführung von Programmbibliotheken mit dem Werk Preparation of Programs for Electronic Digital Computers | University of Cambridge | Computers Then and Now |
| 1968 |                       | Richard Hamming (1915–1998, )         | Für Numerische Methoden, code-erzeugende Systeme, fehlererkennende und fehlerkorrigierende Codes | Bell Laboratories | One Man's View of Computer Science |
| 1969 | Marvin Minsky         | Marvin Minsky (1927–2016, )           | Für Künstliche Intelligenz | Massachusetts Institute of Technology | Form and Content in Computer Science |
| 1970 |                       | James H. Wilkinson (1919–1986, )      | Für Numerische Mathematik, lineare Algebra, „Rückwärts“-Fehleranalyse | National Physical Laboratory | Some Comments from a Numerical Analyst |
| 1971 | John McCarthy         | John McCarthy (1927–2011, )           | Für Künstliche Intelligenz | Stanford University | Generality in Artificial Intelligence (veröffentlicht in überarbeiteter Form 1986)                                                                                                 |
| 1972 | Edsger W. Dijkstra    | Edsger W. Dijkstra (1930–2002, )      | Für Technik und Begrifflichkeit der Programmiersprachen | Centrum Wiskunde & Informatica, Technische Universität Eindhoven, University of Texas at Austin                                                                                    | The Humble Programmer |
| 1973 | Charles Bachman       | Charles Bachman (1924–2017, )         | Für Datenbanktechniken | General Electric Research Laboratory (gehört nun zu Bull) | The Programmer as Navigator |
| 1974 | Donald E. Knuth       | Donald E. Knuth (* 1938, )            | Für Analyse von Algorithmen und Entwurf von Programmiersprachen, insbesondere die Beiträge zur Programmierkunst in The Art of Computer Programming | California Institute of Technology, Institute for Defense Analyses, Stanford University                                                                                            | Computer Programming as an Art |
| 1975 |                       | Allen Newell (1927–1992, )            | Für Künstliche Intelligenz, Psychologie menschlicher Erkenntnis, Listenverarbeitung (ursprünglich zusammen mit John Clifford Shaw) | RAND Corporation | Computer Science as Empirical Inquiry: Symbols and Search |
| 1975 | Herbert Simon         | Herbert A. Simon (1916–2001, )        | Für Künstliche Intelligenz, Psychologie menschlicher Erkenntnis, Listenverarbeitung (ursprünglich zusammen mit John Clifford Shaw) | Carnegie Mellon University | Computer Science as Empirical Inquiry: Symbols and Search |
| 1976 | Michael O. Rabin      | Michael O. Rabin (* 1931, )           | Für nichtdeterministische Automaten (eingeführt im Paper Finite Automata and Their Decision Problem) | Princeton University | Complexity of Computations |
| 1976 | Dana Scott            | Dana Scott (* 1932, )                 | Für nichtdeterministische Automaten (eingeführt im Paper Finite Automata and Their Decision Problem) | University of Chicago | Logic and Programming Languages |
| 1977 | John W. Backus        | John W. Backus (1924–2007, )          | Für höhere Programmiersprachen (insbesondere Fortran), formale Verfahren zur Spezifikation von Programmiersprachen | IBM | Can Programming Be Liberated From the von Neumann Style? A Functional Style and its Algebra of Programs                                                                            |
| 1978 |                       | Robert Floyd (1936–2001, )            | Für Methoden zur Erzeugung von effizienten und zuverlässigen Programmen, und Hilfe zur Begründung der Informatik-Unterfelder Parsertheorie, Programmiersprachensemantik, automatische Programmverifizierung und -synthese sowie Algorithmenanalyse | Carnegie Mellon University, Stanford University | The Paradigms of Programming |
| 1979 | Ken Iverson           | Kenneth E. Iverson (1920–2004, )      | Für Programmiersprachen und mathematische Notation, Implementierung interaktiver Systeme, Nutzung von APL in der Ausbildung, sowie Beiträge zur Theorie und Praxis der Programmiersprachen | IBM | Notation as a Tool of Thought |
| 1980 | Tony Hoare            | Tony Hoare (* 1934, )                 | Für die Definition und Design von Programmiersprachen | Queen’s University Belfast, University of Oxford | The Emperor's Old Clothes |
| 1981 |                       | Edgar F. Codd (1923–2003, )           | Für die Theorie und Praxis der Datenbankmanagementsysteme, speziell Relationale Datenbanken, die er in einer Serie von Papers um A Relational Model of Data for Large Shared Data Banks entwickelt hat, womit er die Grundlagen für weitere Forschungen zu Datenbanksprachen, Abfrage-Subsystemen, Datenbanksemantik, Locking und Recovery und inferenzielle Datenanalyse legte                                                             | IBM | Relational Database: A Practical Foundation for Productivity |
| 1982 | Stephen A. Cook       | Stephen A. Cook (* 1939, )            | Für die Komplexitätstheorie, insbesondere die im Paper The Complexity of Theorem Proving Procedures begründete Theorie der NP-Vollständigkeit | University of Toronto | An Overview of Computational Complexity (Memento vom 17. Januar 2006 im Internet Archive) (PDF-Datei; 969 kB)                                                                      |
| 1983 | Ken Thompson          | Ken Thompson (* 1943, )               | Für grundlegende Betriebssystemtheorie, Implementierung von Unix | Bell Laboratories | Reflections on Trusting Trust |
| 1983 | Dennis Ritchie        | Dennis Ritchie (1941–2011, )          | Für grundlegende Betriebssystemtheorie, Implementierung von Unix | Bell Laboratories | Reflections on Software Research |
| 1984 | Niklaus Wirth         | Niklaus Wirth (1934–2024, )           | Für die Entwicklung mehrerer Programmiersprachen: Euler, Algol W, Modula und insbesondere Pascal | Stanford University, Universität Zürich, ETH Zürich | From Programming Language Design to Computer Construction |
| 1985 | Richard M. Karp       | Richard M. Karp (* 1935, )            | Für die Algorithmentheorie, insbesondere die Entwicklung effizienter Algorithmen für den Netzwerkfluss und andere kombinatorische Optimierungsprobleme, die Identifikation der Berechenbarkeit in Polynomialzeit und Beiträge zur Theorie der NP-Vollständigkeit, wo er eine Methodik zu deren Nachweis entwickelt hat | University of California, Berkeley | Combinatorics, Complexity, and Randomness (Memento vom 17. Januar 2006 im Internet Archive) (PDF-Datei; 1,22 MB)                                                                   |
| 1986 | John E. Hopcroft      | John E. Hopcroft (* 1939, )           | Für Design und Analyse von Algorithmen und Datenstrukturen | Cornell University | Computer Science: The Emergence Of A Discipline (PDF-Datei; 494 kB) |
| 1986 | Robert Tarjan         | Robert Tarjan (* 1948, )              | Für Design und Analyse von Algorithmen und Datenstrukturen | Stanford University, Cornell University, University of California, Berkeley, Princeton University                                                                                  | Algorithm Design (PDF-Datei; 944 kB) |
| 1987 |                       | John Cocke (1925–2002, )              | Für die Compilertheorie und -design, Architektur großer Systeme, Entwurf der RISC-Architektur; insbesondere für die Entdeckung und Systematisierung vieler zur Optimierung von Compilern grundlegender Transformationen, wie die Verringerung der Operatorstärke, Eliminierung verbreiteter Unterausdrücke und von totem Code, Registerallokation und Konstantenausbreitung                                                                 | IBM | The Search For Performance In Scientific Processors (PDF-Datei; 402 kB) |
| 1988 | Ivan Sutherland       | Ivan Sutherland (* 1938, )            | Für die Computergrafik, angefangen mit der Entwicklung von Sketchpad, das viele wichtige Techniken einführte, später auch die Entwicklung eines Lorgnons zur Betrachtung von Stereobildern, und eleganter Algorithmen zur Registrierung digitalisierter Ansichten, Polygon-Clipping und Oberflächenrepräsentation mit überdeckten Linien | Stanford University, Harvard University, University of Utah, California Institute of Technology                                                                                    | Micropipelines (PDF-Datei; 3,01 MB) |
| 1989 | William Kahan         | William Kahan (* 1933, )              | Für Numerische Mathematik, insbesondere Gleitkommaberechnungen, mit der Entwicklung und Propagierung der Standards IEEE 754 und IEEE 854 | University of California, Berkeley | |
| 1990 | Fernando José Corbató | Fernando José Corbató (1926–2019, )   | Für das Konzept und die Koordination der Entwicklung des Compatible Time-Sharing System und Multics (das viele wichtige Konzepte und Techniken einführte und viele spätere Systeme beeinflusste; Corbatós taktbasierter Seitenauslagerungsalgorithmus wird seither in praktisch allen Virtuellen Speichersystemen verwendet), dabei Pionierarbeit in vielen Software-Engineering-Techniken, wie Datenkapselung durch erzwungene Abstraktion | Massachusetts Institute of Technology | On Building Systems That Will Fail (PDF-Datei; 997 kB) |
| 1991 |                       | Robin Milner (1934–2010, )            | - LCF, der wohl erste theoretisch fundierte und praktisch einsetzbare Theorembeweiser - ML, die erste Programmiersprache mit polymorpher Typinferenz und typensicherem Exception-Handling - CCS, eine generelle Theorie der Nebenläufigkeit | Stanford University, University of Edinburgh | Elements of Interaction (PDF-Datei; 1,38 MB) |
| 1992 | Butler Lampson        | Butler Lampson (* 1943, )             | Für verteilte, personalisierte Computerumgebungen (nach dem Paradigma Personalcomputer/LAN/Server statt Terminal/Mainframe) und die Technologie für deren Umsetzung: Workstations, Netzwerke, Betriebssysteme, Displays, Sicherheit und Dokumenten-Publishing | PARC, DEC | Principles for Computer System Design (DOC, PDF, HTML) |
| 1993 | Juris Hartmanis       | Juris Hartmanis (1928–2022, )         | Für die Begründung der Komplexitätstheorie mit dem Paper On the Computational Complexity of Algorithms | General Electric Research Laboratory (gehört nun zu Bull) | On Computational Complexity and the Nature of Computer Science |
| 1993 | Richard E. Stearns    | Richard E. Stearns (* 1936, )         | Für die Begründung der Komplexitätstheorie mit dem Paper On the Computational Complexity of Algorithms | General Electric Research Laboratory (gehört nun zu Bull) | It's Time to Reconsider Time (PDF-Datei; 736 kB) |
| 1994 | Edward Feigenbaum     | Edward Feigenbaum (* 1936, )          | Für das Design und die Konstruktion großer Systeme künstlicher Intelligenz, mit denen die praktische Wichtigkeit und der kommerzielle Einfluss der KI-Technologie demonstriert wurde (Reddy: Spracherkennung, Feigenbaum: regelbasierte Expertensysteme) | Stanford University | How the “What” Becomes the “How” (PDF-Datei; 322 kB) |
| 1994 | Raj Reddy             | Raj Reddy (* 1937, )                  | Für das Design und die Konstruktion großer Systeme künstlicher Intelligenz, mit denen die praktische Wichtigkeit und der kommerzielle Einfluss der KI-Technologie demonstriert wurde (Reddy: Spracherkennung, Feigenbaum: regelbasierte Expertensysteme) | Stanford University, Carnegie Mellon University | To Dream The Possible Dream (PDF-Datei; 207 kB) |
| 1995 | Manuel Blum           | Manuel Blum (* 1938, )                | Für die Komplexitätstheorie und deren Anwendung in der Kryptographie und Programmprüfung | University of California, Berkeley | |
| 1996 | Amir Pnueli           | Amir Pnueli (1941–2009, )             | Für Temporale Logik; Programm- und Systemverifizierung, insbesondere bei nebenläufigen und reaktiven Systemen (mit dem Paper The Temporal Logic of Programs) | Stanford University, Universität Tel Aviv, Weizmann-Institut für Wissenschaften, Courant Institute of Mathematical Sciences                                                        | Verification Engineering: A Future Profession (GZIP; 70 kB) (PostScript) |
| 1997 | Douglas C. Engelbart  | Douglas C. Engelbart (1925–2013, )    | Für seine Zukunftsvision des interaktiven Computers, Erfindung von Schlüsseltechnologien für deren Realisierung (die Maus, Fenster, Hyperlinks, Telekonferenzen, Online-Publishing) | SRI International, Tymshare, McDonnell Douglas, Bootstrap Institute/Alliance, The Doug Engelbart Institute                                                                         | Collective IQ and a framework for bootstrapping our society |
| 1998 | Jim Gray              | Jim Gray (1944–2012, )                | Für Datenbanken und Transaktionsverarbeitung, und technische Führerschaft in der Systemimplementation von Prototypen zu kommerziellen Produkten | IBM, Microsoft | What Next? A Few Remaining Problems in Information Technology (PDF-Datei; 2,71 MB)                                                                                                 |
| 1999 | Frederick P. Brooks   | Frederick P. Brooks (1931–2022 )      | Für Rechnerarchitektur, Betriebssysteme, Software-Engineering | IBM, University of North Carolina at Chapel Hill | The Design of Design (Memento vom 23. Juni 2007 im Internet Archive) (WMV) |
| 2000 | Andrew Yao            | Andrew Yao (* 1946, )                 | Für die Berechenbarkeitstheorie, insbesondere die komplexitätsbasierte Theorie der Pseudozufallszahlenerzeugung, der Kryptographie und Kommunikationskomplexität | Stanford University, University of California, Berkeley, Princeton University | |
| 2001 |                       | Ole-Johan Dahl (1931–2002, )          | Für das Aufkommen der objektorientierten Programmierung fundamentale Ideen durch das Design der Simula-Programmiersprachen, die Konzepte wie Objekte, Klassen und Vererbung einführten | | The Development of the Key Object-Oriented Concepts (Der Vortrag wurde nicht gehalten, da beide Preisträger zuvor verstarben)                                                      |
| 2001 | Kristen Nygaard       | Kristen Nygaard (1926–2002, )         | Für das Aufkommen der objektorientierten Programmierung fundamentale Ideen durch das Design der Simula-Programmiersprachen, die Konzepte wie Objekte, Klassen und Vererbung einführten | Norsk Regnesentral, Universität Oslo | The Development of the Key Object-Oriented Concepts (Der Vortrag wurde nicht gehalten, da beide Preisträger zuvor verstarben)                                                      |
| 2002 | Ronald L. Rivest      | Ronald L. Rivest (* 1947, )           | Für Asymmetrische Verschlüsselungsalgorithmen, speziell RSA, und deren praktische Einsetzbarkeit | Massachusetts Institute of Technology | The Early Days of RSA – History and Lessons (HTML-Slides, QuickTime, Shockwave, MP3)                                                                                               |
| 2002 | Adi Shamir            | Adi Shamir (* 1952, )                 | Für Asymmetrische Verschlüsselungsalgorithmen, speziell RSA, und deren praktische Einsetzbarkeit | Massachusetts Institute of Technology | Cryptography: State Of The Science (HTML-Slides, QuickTime, Shockwave, MP3) |
| 2002 | Leonard Adleman       | Leonard Adleman (* 1945, )            | Für Asymmetrische Verschlüsselungsalgorithmen, speziell RSA, und deren praktische Einsetzbarkeit | University of Southern California | Pre-RSA (HTML-Slides, QuickTime, Shockwave, MP3) |
| 2003 | Alan Kay              | Alan Kay (* 1940, )                   | Für Grundideen moderner objektorientierter Programmiersprachen mit der Entwicklung von Smalltalk und deren grafischer Entwicklungsumgebung, sowie die Integration von deren Konzept in den Xerox Alto und das Dynabook und damit Beiträge zum Personal Computing | University of Utah, PARC, Stanford University, Atari, Apple Advanced Technology Group, Walt Disney Imagineering, Viewpoints Research Institute, HP Inc. Labs                       | The Computer Revolution Hasn't Happened Yet (MOV-Datei; 0 kB) (QuickTime) |
| 2004 | Vinton G. Cerf        | Vinton G. Cerf (* 1943, )             | Für Pionierarbeit auf dem Feld des Internetworking, insbesondere Entwicklung von TCP/IP | University of California, Los Angeles, Stanford University, DARPA, MCI Communications, CNRI, Google                                                                                | (keine, stattdessen eine Podiumsdiskussion; MOV-Datei; 0 kB) (QuickTime) |
| 2004 | Robert E. Kahn        | Robert E. Kahn (* 1938, )             | Für Pionierarbeit auf dem Feld des Internetworking, insbesondere Entwicklung von TCP/IP | Massachusetts Institute of Technology, Bolt Beranek and Newman, DARPA, CNRI | (keine, stattdessen eine Podiumsdiskussion; MOV-Datei; 0 kB) (QuickTime) |
| 2005 | Peter Naur            | Peter Naur (1928–2016, )              | Für Beiträge zum Design von Programmiersprachen und der Definition von Algol 60, Compilerdesign (mit Jørn Jensen Implementierung des GIER Algol Compilers, der Prozeduren vollständig unterstützte, abstrakte Typprüfung und Testabdeckungsprüfung anbot) und der Kunst und Praxis des Programmierens (Einführung von Assertions, Verwendung von strukturierter Programmierung)                                                             | Regnecentralen, Universität Kopenhagen | Computing vs. Human Thinking (MOV-Datei; 0 kB) (QuickTime) |
| 2006 | Frances E. Allen      | Frances E. Allen (1932–2020, )        | Für Theorie und Praxis der Compileroptimierung, Grundlagenlegung für die moderne automatische Programmoptimierung und Parallelverarbeitung (alleine, etwa mit dem Paper Program Optimization, das graphentheoretische Strukturen in die Optimierungsanalyse einführte, und zusammen mit John Cocke) | IBM | Compiling for Performance – A Personal Tour (MOV-Datei; 0 kB) (QuickTime) |
| 2007 | Edmund M. Clarke      | Edmund M. Clarke (1945–2020, )        | Für die Entwicklung der von Clarke/Emerson und Sifakis unabhängig voneinander begründeten Modellprüfung zu einer effektiven, in Hard- und Softwareindustrie weitverbreiteten Verifizierungstechnik | Harvard University, Carnegie Mellon University | Model Checking – My 27 year quest to overcome the State Explosion problem (MOV-Datei; 0 kB) (QuickTime, später in überarbeiteter Form mit den anderen beiden wiederveröffentlicht) |
| 2007 | Allen Emerson         | E. Allen Emerson (* 1954, )           | Für die Entwicklung der von Clarke/Emerson und Sifakis unabhängig voneinander begründeten Modellprüfung zu einer effektiven, in Hard- und Softwareindustrie weitverbreiteten Verifizierungstechnik | Harvard University, University of Texas at Austin | Model Checking: A Bird’s-Eye View (MOV-Datei; 0 kB) (QuickTime, später in überarbeiteter Form mit den anderen beiden wiederveröffentlicht)                                         |
| 2007 | Joseph Sifakis        | Joseph Sifakis (* 1946, )             | Für die Entwicklung der von Clarke/Emerson und Sifakis unabhängig voneinander begründeten Modellprüfung zu einer effektiven, in Hard- und Softwareindustrie weitverbreiteten Verifizierungstechnik | Centre national de la recherche scientifique | The Quest for Correctness – Beyond Verification (PDF, QuickTime (MOV-Datei; 0 kB); später in überarbeiteter Form mit den anderen beiden wiederveröffentlicht)                      |
| 2008 | Barbara Liskov        | Barbara Liskov (* 1939, )             | Für Beiträge zu Programmiersprachen- und Betriebssystemdesign, insbesondere im Zusammenhang mit Datenabstraktion, Modularität, Fehlertoleranz, Persistenz und verteiltem Rechnen | Massachusetts Institute of Technology | The Power of Abstraction |
| 2009 | Charles P. Thacker    | Charles P. Thacker (1943–2017, )      | Für Pionierarbeit am Design und der Umsetzung des Alto, dem ersten Personal Computer mit grafischer Benutzeroberfläche, und Beiträge zur Entwicklung von Ethernet und Tablet-PCs | PARC, DEC, Microsoft Research | Improving the Future by Examining the Past |
| 2010 | Leslie Valiant        | Leslie Valiant (* 1949, )             | Für maßgebliche Beiträge zur Komplexitätstheorie, insbesondere der Computational learning theory (mit der Einführung des PAC-Modells), der Aufzählungs- und algebraischen Berechnungskomplexität und der Theorie parallelen und verteilten Rechnens | Harvard University | The Extent and the Limitations of Mechanistic Explanations of Nature (Flash) |
| 2011 | Judea Pearl           | Judea Pearl (* 1936, )                | Für grundlegende Beiträge zur künstlichen Intelligenz durch die Entwicklung eines Kalküls für probabilistisches und kausalistisches Schließen | University of California, Los Angeles, New Jersey Institute of Technology | The Mechanization of Causal Inference: A "mini" Turing Test And Beyond (Flash) |
| 2012 | Silvio Micali         | Silvio Micali (* 1954, )              | Für die Schaffung der komplexitätstheoretischen Grundlagen der Kryptographie und damit Wegbereitung für neue Methoden zur effizienten Verifikation mathematischer Beweise in der Komplexitätstheorie | Massachusetts Institute of Technology | Proof According to Silvio (Flash) |
| 2012 | Shafi Goldwasser      | Shafi Goldwasser (* 1958, )           | Für die Schaffung der komplexitätstheoretischen Grundlagen der Kryptographie und damit Wegbereitung für neue Methoden zur effizienten Verifikation mathematischer Beweise in der Komplexitätstheorie | Massachusetts Institute of Technology, Weizmann-Institut für Wissenschaften | The Cryptographic Lens (Flash) |
| 2013 | Leslie Lamport        | Leslie Lamport (* 1941, )             | Für grundlegende Beiträge zur Theorie und Praxis verteilter und nebenläufiger Systeme | Massachusetts Computer Associates, SRI International, DEC, Compaq, Microsoft Research                                                                                              | An Incomplete History of Concurrency (Video) |
| 2014 | Michael Stonebraker   | Michael Stonebraker (* 1943, )        | Für Beiträge zu Konzepten und Verfahren, die modernen Datenbanksystemen zugrunde liegen | University of California, Berkeley, Massachusetts Institute of Technology | Postgres (Flash) |
| 2015 | Whitfield Diffie      | Whitfield Diffie (* 1944, )           | Für herausragende Beiträge zur modernen Kryptografie | Stanford University | The Evolving Meaning of Information Security (PDF-Datei; 732,9 kB) |
| 2015 | Martin E. Hellmann    | Martin E. Hellman (* 1945, )          | Für herausragende Beiträge zur modernen Kryptografie | Stanford University | Learning with Finite Memory (YouTube-Video) |
| 2016 | Sir Tim Berners-Lee   | Tim Berners-Lee (* 1955, )            | Für World Wide Web, ersten Webbrowser und grundlegende Protokolle und Algorithmen, die das Web skalieren lassen | CERN, Massachusetts Institute of Technology, World Wide Web Consortium | The World Wide Web (YouTube-Video) |
| 2017 | John L. Hennessy      | John L. Hennessy (* 1952, )           | Für neuartige Herangehensweisen an Entwurf und Bewertung von Computerarchitekturen mit dauerhaften Auswirkungen auf die Mikroprozessor-Industrie. | Stanford University | A Golden Age for Computer Architecture (YouTube-Video) |
| 2017 | David A. Patterson    | David A. Patterson (* 1947, )         | Für neuartige Herangehensweisen an Entwurf und Bewertung von Computerarchitekturen mit dauerhaften Auswirkungen auf die Mikroprozessor-Industrie. | University of California, Berkeley | A Golden Age for Computer Architecture (YouTube-Video) |
| 2018 | Yoshua Bengio         | Yoshua Bengio (* 1964, , geboren in ) | Für neuronale Netzwerke und Deep Learning. | Université de Montréal, McGill University, Mila - Quebec AI Institute | |
| 2018 | Geoffrey Hinton       | Geoffrey Hinton (* 1947, )            | Für neuronale Netzwerke und Deep Learning. | University of Toronto, University of California, San Diego, Carnegie Mellon University, University College London, University of Edinburgh, Google AI                              | |
| 2018 | Yann LeCun            | Yann LeCun (* 1960, )                 | Für neuronale Netzwerke und Deep Learning. | University of Toronto, Bell Labs, Courant Institute of Mathematical Sciences, New York University, Meta AI                                                                         | The Deep Learning Revolution (YouTube-Video) |
| 2019 | Edwin Catmull         | Edwin Catmull (* 1945, )              | Für grundlegende Beiträge zur 3D-Computergrafik und den Einfluss dieser Techniken auf computergenerierte Bilder (CGI) beim Filmemachen und anderen Anwendungen. | University of Utah, Pixar, Walt Disney Animation Studios | |
| 2019 | Pat Hanrahan          | Pat Hanrahan (* 1955, )               | Für grundlegende Beiträge zur 3D-Computergrafik und den Einfluss dieser Techniken auf computergenerierte Bilder (CGI) beim Filmemachen und anderen Anwendungen. | Pixar, Princeton University, Stanford University | |
| 2020 |                       | Alfred V. Aho (* 1945, )              | Für grundlegende Algorithmen und Theorien, die der Implementierung von Programmiersprachen zugrunde liegen, und für die Synthese dieser und Ergebnisse anderer in ihren einflussreichen Büchern, mit denen Generationen von Informatikern ausgebildet wurden. | Bell Labs, Columbia University | |
| 2020 |                       | Jeffrey Ullman (* 1942, )             | Für grundlegende Algorithmen und Theorien, die der Implementierung von Programmiersprachen zugrunde liegen, und für die Synthese dieser und Ergebnisse anderer in ihren einflussreichen Büchern, mit denen Generationen von Informatikern ausgebildet wurden. | Bell Labs, Princeton University, Stanford University | |
| 2021 |                       | Jack Dongarra (* 1951, )              | Für Beiträge zu numerischen Algorithmen und Bibliotheken, die bei Hochleistungs-Computersoftware zu einer ebenso exponentiellen Verbesserung führte, wie bei der Hardware. | Argonne National Laboratory, Oak Ridge National Laboratory, University of Manchester, Texas A&M University, Institute for Advanced Study, University of Tennessee, Rice University | |
| 2022 | Robert Metcalfe       | Robert Metcalfe (* 1946, )            | Für die Erfindung, Standardisierung und Kommerzialisierung von Ethernet. | Massachusetts Institute of Technology, Harvard University, Xerox PARC, University of Texas at Austin                                                                               | |
| 2023 |                       | Avi Wigderson (* 1956, )              | für grundlegende Beiträge zur Berechnungstheorie, einschließlich der Neugestaltung unseres Verständnisses der Rolle des Zufalls in der Berechnung, und für seine jahrzehntelange intellektuelle Führung in der theoretischen Informatik. | Mathefakultät am Institute for Advanced Study, Princeton University, Hebräische Universität Jerusalem                                                                              | |
| 2024 |                       | Andrew Barto (um 1948, )              | Für die Entwicklung der konzeptionellen und algorithmischen Grundlagen des bestärkenden Lernens. | University of Massachusetts, Amherst | |
| 2024 |                       | Richard Sutton ()                     | Für die Entwicklung der konzeptionellen und algorithmischen Grundlagen des bestärkenden Lernens. | University of Alberta | |

## Turing Centenary Celebration
Im Juni 2012, 100 Jahre nach Alan Turings Geburt, trafen sich 33 Träger des Turing Awards zur ACM Turing Centenary Celebration in San Francisco, um sich in Vorträgen und Podiumsdiskussionen zu Themen wie Information, Data, Security in a Networked Future oder An Algorithmic View of the Universe auszutauschen.